# José Carlos de Assis
José Carlos de Assis (Marlieria, 14 de setembro de 1948) é economista, doutor em Engenharia de Produção pela Universidade Federal do Rio de Janeiro (UFRJ), professor de Economia Internacional na Universidade Estadual da Paraíba (UEPB) e autor de mais de 20 livros sobre economia política.

## Livros
Entre 1982 e 1984, José Carlos de Assis lançou três importantes livros de jornalismo investigativo que desvendaram os podres da corrupção de alto escalão no Brasil da década de 1970, durante a ditadura militar.
Os três livros, da editora Paz e Terra, chamavam-se: 
- A Chave do Tesouro: Anatomia dos escândalos financeiros: Brasil, 1974-1983.[3]
- Os Mandarins da República: Anatomia dos escândalos na administração pública, 1968-1984.[4]
- A Dupla Face da Corrupção.

A Coleção Estudos Brasileiros da editora Paz e Terra foi publicada entre 1974 e 1987. Essa série de livros foi composta, notadamente, por trabalhos de intelectuais do Brasil e do exterior (em especial dos Estados Unidos) vinculados às áreas de Ciência Política, História, Sociologia, Economia e Antropologia. Com a participação de um total de oitenta e oito autores e a presença de quase cem títulos em seu catálogo, que contribuíram para a consolidação de um novo vocabulário a respeito do Brasil em grande parte influenciado por um objetivo político comum: o fim da ordem implantada em 1964.
Nos livros do escritor José Carlos de Assis podemos ver uma enorme relação de escândalos no período da ditadura. Um deles, o mais famoso, "A Chave do Tesouro, anatomia dos escândalos financeiros no Brasil: 1974/1983", revela essa corrupção. Alguns capítulos: Caso Halles, Caso BUC (Banco União Comercial), Caso Econômico, Caso Eletrobrás, Caso UEB/Rio-Sul, Caso Lume, Caso Ipiranga, Caso Aurea, Caso Lutfalla (família de Paulo Maluf, marido de Sylvia Lutfalla Maluf), Caso Abdalla, Caso Atalla, Caso Delfin (Ronald Levinsohn), Caso TAA. Cada caso é um capítulo. Os escândalos financeiros trouxeram prejuízos inimagináveis à economia daquela época.
Em 1983 o Prêmio Esso de Jornalismo contemplou as reportagens sobre o caso Delfin (BNH favorece a Delfin), do jornalista José Carlos de Assis, na categoria Reportagem, e sobre a Agropecuária Capemi (O Escândalo da Capemi), do jornalista Ayrton Baffa, na categoria Informação Econômica.
Em 1984 o Prêmio Esso de Jornalismo contemplou a reportagem sobre o Banco Nacional de Crédito Cooperativo (O Escândalo BNCC), do jornalista Francisco Oliveira, na categoria Informação Econômica. Francisco Oliveira publicou o livro "Viva a Corrupção - O Escândalo BNCC/Centralsul", pela editora Mercado Aberto, em 1985.